# AIR (album)
AIR er det sjette studiealbum fra det danske electro-rockgruppe Carpark North. Det udkom den 4. april 2025 på United Artists og Universal Music og første fulde album fra trioen i otte år.

## Spor
1. "Red Lights" - (4:03)
2. "Heathens" (feat. Simon og Thomas Alstrup) - (3:18)
3. "If I Were Your King" - (3:32)
4. "A Wonder" (feat. Live Johansson, Nicolai Kornerup og Andrea Gyarfas Brahe) - (3:05)
5. "Nothing But Noise" (FYR og Laust Nilsson Halwas) - (2:58)
6. "Air" - (3:00)
7. "All Stars Are Designed To Explode" - (4:39)
8. "Monsters" - (3:18)
9. "Mountains & Valleys" - (3:12)
10. "The Island"  - (4:14)
11. "Easy Love" - (3:30)
12. "Dancing With My Ghost" (feat. Óskar Guðjónsson) - (3:45)
13. "Your Ocean" - (3:05)
14. "Grey Clouds" - (3:49)